# Processo dei consoli romani (210 a.C.)
Il processo dei consoli si riferisce ad una determinata seduta del Senato romano, avvenuta negli anni della Roma repubblicana (anno 210 a.C.) e riportata nelle testimonianze di Tito Livio, durante la quale ambasciatori provenienti da Siracusa, da Capua e dall'Etolia sostennero un processo accusando i loro conquistatori o alleati, ovvero i consoli Marco Claudio Marcello, Quinto Fulvio Flacco e Marco Valerio Levino.
Dalla difesa dei magistrati romani:
Ci pentiremo forse del castigo dato ai Campani, del quale non si possono dolere essi medesimi? Costoro... ebbimo stretti a noi prima con alleanza, poi coi matrimoni, e quindi colle parentele, infine col dono della cittadinanza, primi di tutti i popoli d'Italia... si diedero ad Annibale; indi sdegnati, che gli assediassimo, mandarono Annibale a combattere a Roma.  Di costoro se né la città, né un uomo solo fosse rimasto, chi potrebbe rimproverarci, che gli avessimo trattati più duramente che non si abbiano meritato?...
Quanto a voi, o Etoli, noi abbiam presa per difendervi la guerra contro Filippo; voi fatta avete la pace con lui senza di noi. E forse direte, che mentre eravamo occupati nella guerra Cartaginese, costretti dal timore, avete accettate le condizioni della pace da colui, il quale era allora il più potente; e così anche noi, pressati da cure maggiori, abbiamo abbandonata la guerra, che avevate lasciata...»
Inoltre, durante quella seduta senatoria, vennero sorteggiate le provincie in mano a Roma e la sorte venne cambiata da un accordo tra i due consoli vigenti, Marcello e Levino, che di comune accordo, proprio a causa del diverbio con gli ambasciatori della Sicilia, si scambiarono i ruoli, ovvero Levino rinunciò all'amministrazione dell'Italia e quindi alla guerra con Annibale, mentre Marcello, rinunciò alla Trinacria e si preparò ad affrontare colui che si rivelerà essere il suo mortal nemico, il cartaginese Annibale. E dopo che il processo in aula finì, i consoli dovettero rispondere anche alle proteste popolari scoppiate nell'urbe a causa delle ristrettezze economiche dovute al contesto bellico intrapreso da Roma.

## Antefatti

### Le conquiste di Siracusa e Capua

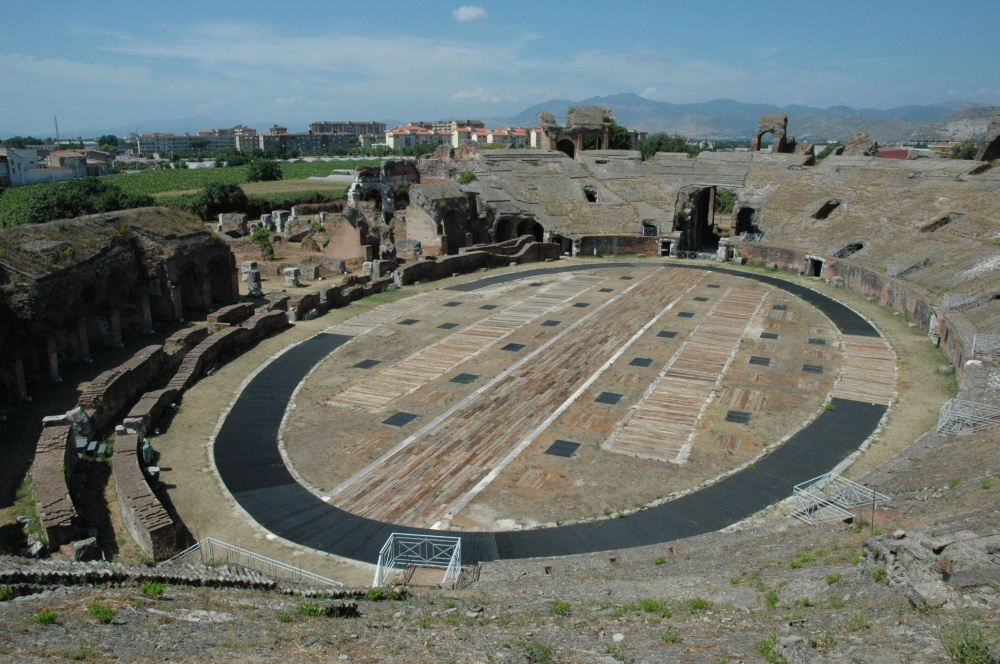
L'Anfiteatro romano di Capua è il più grande d'Italia secondo solo al Colosseo.

Queste due città nell'anno 210 a.C. erano da poco state conquistate; Siracusa tra il 211 e il 210 a.C., a seguito del noto assedio del 212 nel quale perse la vita anche il genio matematico Archimede, mentre Capua venne conquistata nel 211 a.C. dopo che Annibale vi tolse la sua postazione e i Romani riuscirono ad entrare e conquistarla. Entrambe queste città erano di importanza strategica per Roma, poiché Siracusa era stata fino a quel momento potenza commerciale e militare di primario rilievo, approdo ottimo, se non fondamentale, per assicurarsi il controllo sulle sponde del Mediterraneo. Capua anch'essa era considerata di primaria importanza data la vicinanza con il confine dell'urbe romana e il legame di parentela tra campani e latini che facevano di Capua una postazione da difendere per tutelare la serenità della capitale, Cicerone nelle sue orazioni arrivò a definirla "la seconda Roma".
Dopo le relative conquiste vi fu grande malcontento tra le popolazioni conquistate, tanto più che si trattava di città abituate da secoli ad avere la propria autonomia, indipendenza e potere. Fu l'inaspettato e nuovo stato di povertà e sottomissione che spinse i popoli conquistati a chiedere giustizia a Roma. E la notorietà di quei due nomi è testimoniata dalle parole riportate da Tito Livio, il quale nella sua storia romana narra:
(Tito Livio, La storia Romana, pag. 367)
Siracusa doveva accusare Marco Claudio Marcello, colpevole, secondo l'accusa, di aver spogliato la città di tutti i suoi preziosi e aver ridotto la popolazione alla povertà. Capua invece accusava i consoli romani, prima Gneo Fulvio Centumalo Massimo e in seguito Quinto Fulvio Flacco, di aver compiuto eccidi sui suoi esponenti politici e di costringere la popolazione nella più crudele condizione sociale.

## L'arrivo a Roma e l'inizio del processo

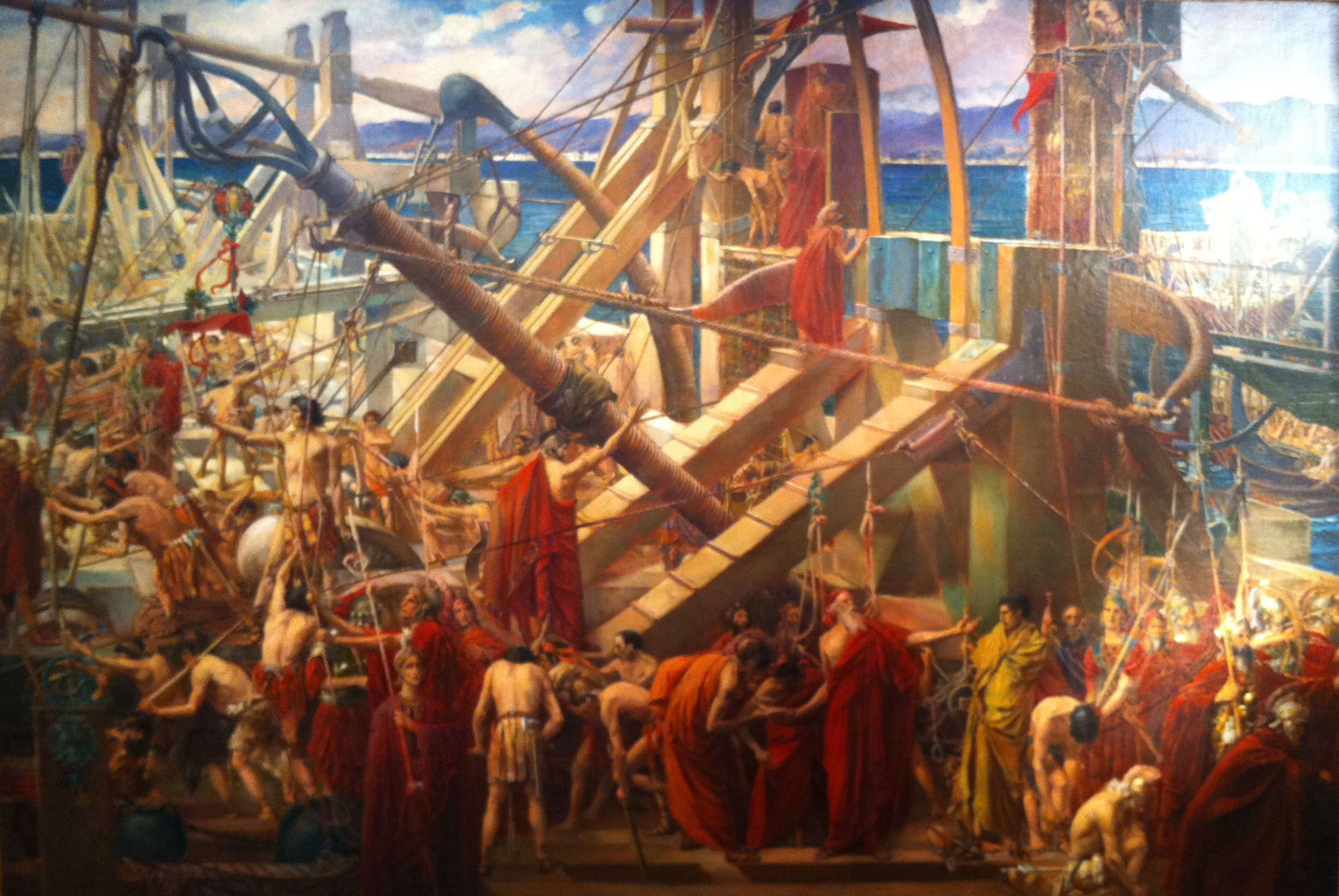
Un'immagine dell'Assedio di Siracusa; dove Archimede si preparava a difendere la città dall'attacco romano con le sue invenzioni

Roma nominò consoli per l'anno 210 a.C., Marco Claudio Marcello e Marco Valerio Levino. Levino ne ebbe notizia quando ancora si trovava in Etolia e stava combattendo con i suoi soldati la guerra intrapresa contro Filippo V, re di Macedonia. La lettera lo informava della sua nomina al consolato e lo invitava quindi a lasciare stare la guerra in corso poiché il suo posto in battaglia sarebbe stato preso da Publio Sulpicio Galba Massimo. Levino dunque si accingeva a lasciare la Grecia e ritornare a casa, sennonché si ammalò e dovette rinviare di molto tempo il suo ritorno.
Nel frattempo Marco Claudio Marcello convocò il Senato solo per dire che in assenza del suo collega, egli non avrebbe discusso né dei fatti di Roma, né di quelli delle province romane. Ma, poiché sapeva che i suoi nemici stavano tramando contro di lui, volle precisare che se anche i siciliani fossero venuti a chiedere udienza al Senato di Roma, questo li avrebbe accolti solamente al ritorno di Marco Valerio Levino.
Il censore Marco Cornelio Cetego, nel tempo in cui Roma aspettava il ritorno del console Levino, approfittò di questa calma per spedire alle influenti famiglie romane e al popolo lettere false nelle quali si accusava il prolungarsi della guerra in Sicilia e il cattivo operato del console Marco Claudio Marcello, invitando i più a ribellarsi a questa nuova situazione politica.
Effettivamente il popolo romano non era molto contento della scelta fatta dal Senato riguardo ai consoli; egli riteneva che fossero stati dati incarichi troppo grandi a due generali votati più alla guerra che al fabbisogno civile popolare:
(Livio, XXVI, 26.9-11, trad. da C. Luigi Mabil, pag. 362)
Annibale in Italia, la seconda guerra punica in corso e le recenti conquiste, avevano dunque messo in agitazione il popolo romano che sembrava protendere più a favore delle lettere di Cetego che non avere fiducia nel Senato.
Finalmente il console Marco Valerio Levino tornò in Italia e passando per Capua si ritrovò accerchiato da una moltitudine di capuani i quali, disperati, lo supplicavano di condurli con lui a Roma poiché avevano saputo che dei siciliani sarebbero stati ricevuti dai senatori per lamentarsi delle relative ingiustizie subite, allora essi volevano fare lo stesso e denunciare il cattivo comportamento tenuto dai consoli precedenti e dagli attuali amministratori, nella persona di Quinto Fulvio Flacco, che opprimevano la città da poco conquistata:
(Livio, XXVI, 27.10, trad. da C. Luigi Mabil, pag. 366.)
La risposta di Flacco fu la seguente:
(Livio, XXVI, 27.11, trad. da C. Luigi Mabil, pag. 366-367.)
Livio poi ci parla di come fosse tenuta la città di Capua sotto l'amministrazione dell'ex console Quinto Fulvio Flacco:
(Livio, XXVI, 27.12-14, trad. da C. Luigi Mabil, pag. 367.)
L'incendio al quale faceva riferimento Flacco era effettivamente avvenuto quella notte a causa di nobili campani che, dando la colpa a un loro schiavo, avevano incendiato le campagne di Roma e le fiamme, prima di essere spente, avevano quasi del tutto bruciato il tempio di Vesta, salvato infine da schiavi rimessi in libertà. I campani colpevoli dell'incendio doloso vennero uccisi dopo un processo in pubblica piazza. I sospetti dunque gravavano sulla città di Capua in quanto ribelle. Ma il console Levino riuscì a convincere Flacco a permettere a degli ambasciatori di Capua di partecipare al processo che da lì a poco si sarebbe svolto in Roma e durante il quale si sarebbero anche stabilite le sorti della città di Capua, a patto però che i capuani promettessero di ritornare, qualunque fosse l'esito del processo, nella loro città dopo cinque giorni, altrimenti, Flacco avrebbe ucciso come punizione dei loro concittadini presi a caso. I capuani promisero e seguirono così Levino a Roma.
Levino entrò a Roma accompagnato dai Capuani e dagli Etoli, anch'essi desiderosi di giustizia per i fatti riguardanti la loro nazione di Grecia in rivalità con i Romani. Entrarono in Senato, i Siciliani si ritrovarono di fronte il console Marco Claudio Marcello. Essendo tutti presenti i magistrati romani diedero inizio alla seduta senatoriale.

### Lo scambio delle province

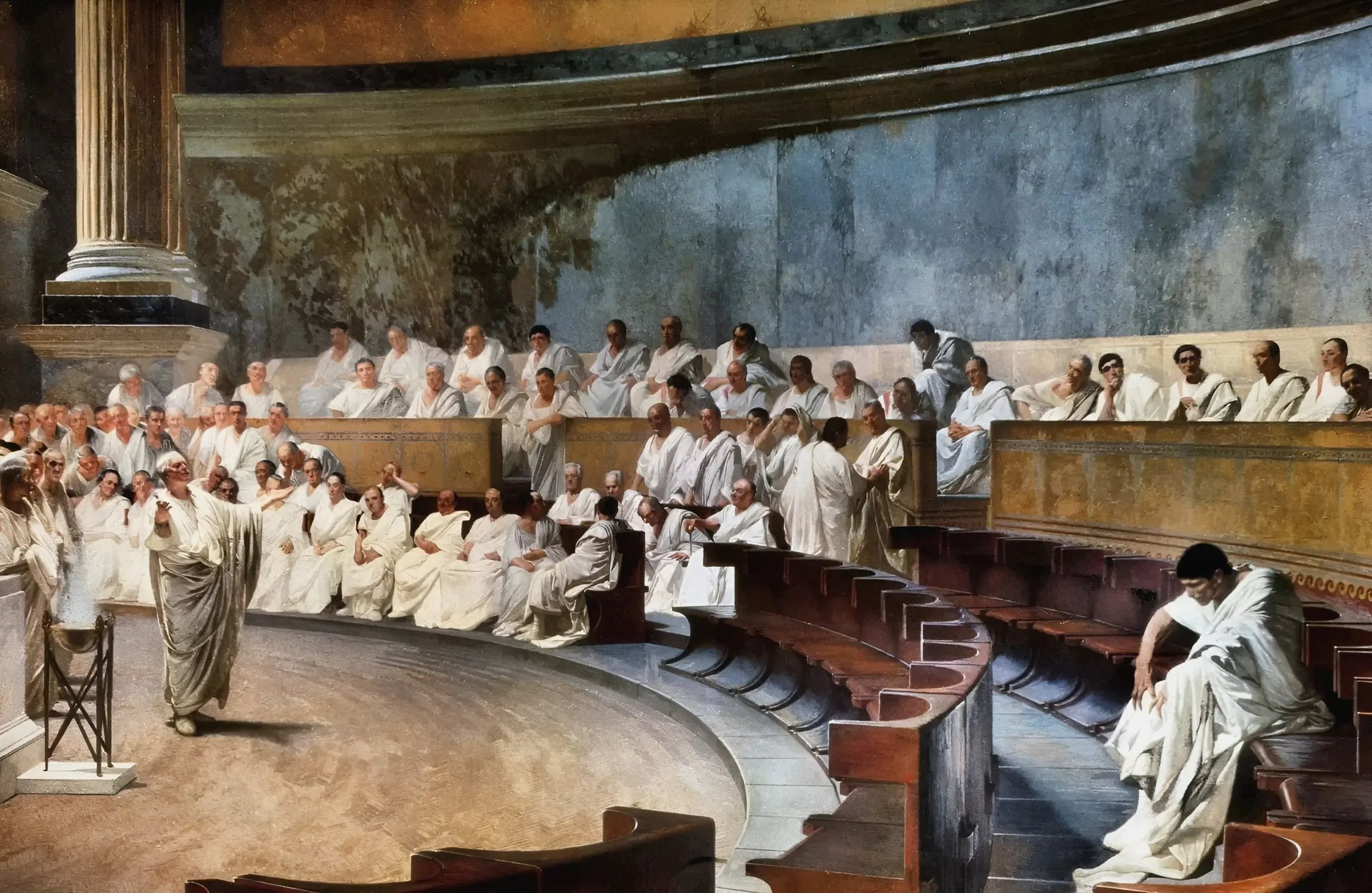
Rappresentazione del Senato romano

All'ordine del giorno non vi fu subito il processo ai consoli da parte dei popoli vinti, piuttosto si discusse dell'andamento della guerra nell'Egeo, Marco Valerio Levino infatti espose in che stato egli aveva lasciato la Macedonia, la Grecia, l'Arcadia, la Locride e l'Etolia, elencando ciò che le sue legioni avevano fatto per mare e per terra, dicendosi soddisfatto di essere riuscito a tenere il re Filippo lontano dall'Italia, altro non disse sulla provincia che aveva precedentemente governato.
Poi fu il turno di stabilire chi dovesse governare e guidare le conquiste che Roma aveva fatto. I Padri coscritti, ovvero i senatori, stabilirono che:
(Livio, XXVI, 28.3-4, trad. da C. Luigi Mabil, pag. 371.)
Prima di procedere con il sorteggio che avrebbe stabilito a quale dei due consoli sarebbe spettata la guerra contro Annibale, i senatori stabilirono anche i vari compiti amministrativi, tra i quali ci fu l'assegnazione del governo di Capua a Quinto Fulvio Flacco per un anno intero. Si diminuì l'esercito dell'urbe di Roma e quello dei suoi Alleati. Al pretore della Sicilia si ordinò di licenziare tutto l'esercito di terra che era stato di Marco Cornelio Cetego e di tenere solo quello di mare, sostituito poi dall'esercito di Canne diviso in due legioni. Infine dopo altri decreti riguardanti le province di Puglia, Sardegna e l'esercito romano, venne fatto il tanto atteso sorteggio tra i due consoli per dividersi l'uno l'Italia e l'altro la Sicilia.
La sorte decretò che Marco Valerio Levino tenesse il consolato dell'Italia e quindi che affrontasse Annibale, ancora sul suolo italiano pronto a dar battaglia con l'esercito di Cartagine. A Marco Claudio Marcello la sorte riservò invece la Sicilia con la flotta romana, ma delle grida provenienti dagli spalti bloccarono la procedura in atto.
I siciliani infatti, che erano seduti di fronte ai consoli, non appena capirono che Marcello sarebbe ritornato in Sicilia iniziarono a lamentarsi attirando su di essi gli occhi di tutti i presenti. Iniziarono a circondare il Senato dicendo a gran voce che assegnare la Sicilia a Marcello significava come permettergli di prendere Siracusa due volte:
(Livio, XXVI, 29.3-4, trad. da C. Luigi Mabil, pag. 373.)
Le parole forti dei Siciliani indussero il Senato a discussione e questi discorsi già fatti precedentemente alle nobili famiglie romane e l'invidia che molti influenti romani avevano verso Marcello, fecero in modo che l'assegnazione delle provincie venisse ridiscussa, ma a quel punto fu Marcello che prese la parola:
(Livio, XXVI, 29.5-8, trad. da C. Luigi Mabil, pag. 375.)
Il console Levino non ha nulla in contrario e quindi avviene lo scambio delle province.
(Livio, XXVI, 29.9-10, trad. da C. Luigi Mabil, pag. 376-377.)

### Il processo e il verdetto per i siciliani

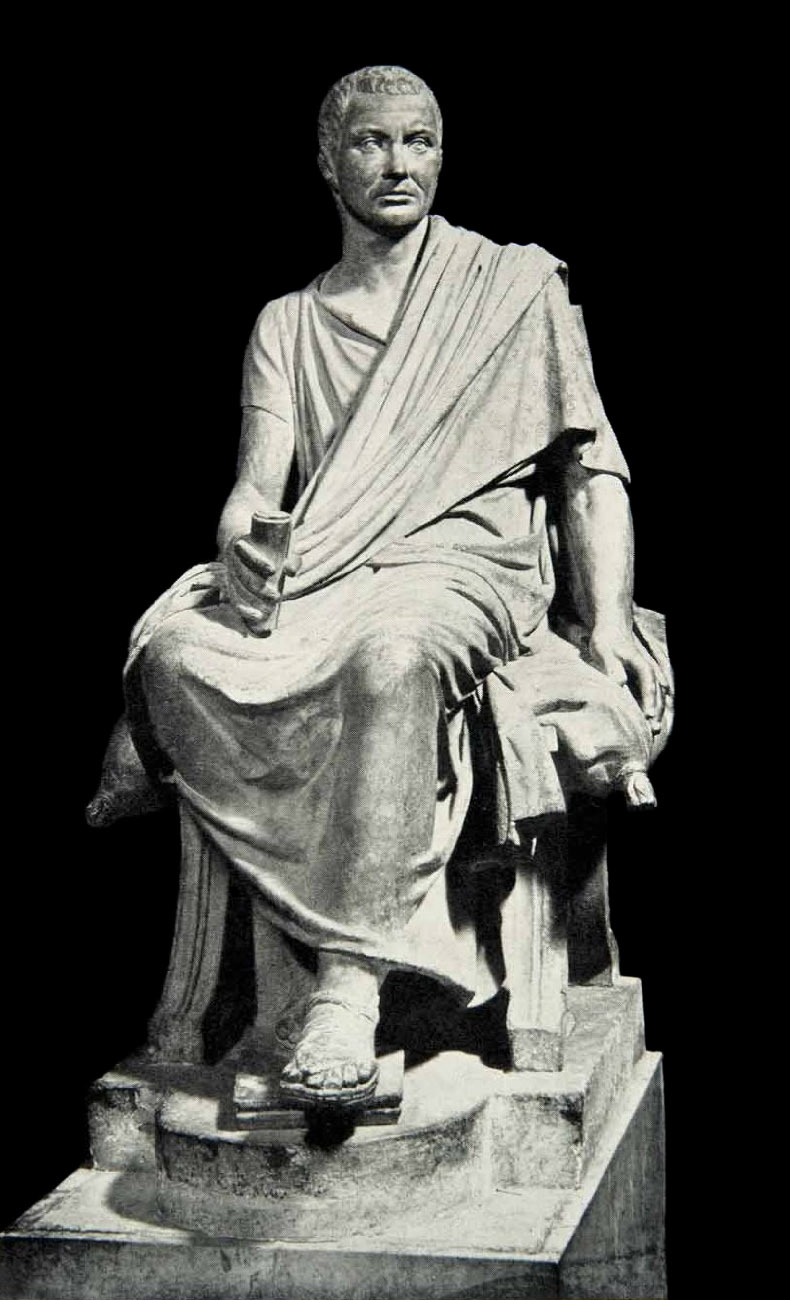
Una statua raffigurante il console Marco Claudio Marcello, il conquistatore di Siracusa, conservata presso i Musei Capitolini a Roma.

Dopo l'assegnazione delle province si passò a esaminare la causa della presa di Siracusa e le relative querele che il popolo siciliano additava contro il console Marcello. I siracusani iniziarono a dire e a svelare particolari di come si fosse giunti alla guerra intrapresa contro Roma. Dissero che non la città ma i suoi tiranni volevano essere ostili ai romani, si menzionò l'uccisione del re Jeronimo, dicendo che l'ultimo sovrano siracusano, ancora sedicenne, era stato ucciso per volere della nobiltà siracusana, filo-romana che aveva decretato l'assassinio del re come se fosse affare di pubblico consiglio, allo stesso modo dissero che settanta giovani nobili aretusei, durante l'assedio di Roma, avevano deciso di aiutare Marcello ad entrare nella polis, mettendosi quindi contro i propri comandanti e i tiranni siracusano-cartaginesi, Ippocrate ed Epicide, ma che a causa dell'indugiare del generale romano vennero scoperti e tutti e settanta furono condannati a morte dai tiranni. Inoltre ricordarono al console Claudio Marcello il barbaro saccheggio che egli aveva compiuto a danno dei Leontinesi, alleati dei siracusani, e ciò nonostante Marcello non poteva dire di non aver trovato ancora siracusani disponibili al dialogo, pur consapevoli delle colpe dei loro ex-alleati romani.
Infine rimproveravano al console il fatto di aver voluto prendere la città per mano dello spagnolo Merico e del siracusano Soside, due soldati che tradendo l'esercito aretuseo avevano aperto le porte ai romani e in seguito vennero da Roma ricompensati con oro e terre. Per l'accusa dei siracusani, Marcello si era così comportato in modo da poter dire che la città non si era voluta dare spontaneamente e che quindi egli aveva il diritto di saccheggiarla e impadronirsene con la forza e con la violenza.
(Livio, XXVI, 30.7-8, trad. da C. Luigi Mabil, pag. 379-380.)
I Siracusani aggiunsero inoltre che come atto di giustizia venisse loro concesso di riprendersi tutti i beni che il console Marcello e i soldati romani avevano trasferito da Siracusa a Roma, ciò che egli riusciva a riconoscere doveva essere riportato in patria.
A questo punto il console Marco Valerio Levino, una volta terminato il discorso dei siciliani, disse loro di abbandonare l'aula e aspettare il verdetto fuori dal Senato romano. Ma Marco Claudio Marcello lo interruppe, dicendo che voleva che i siracusani rimanessero dentro l'aula mentre egli parlava e che ascoltassero di presenza ciò che lui stava per dire ai senatori:
(Livio, XXVI, 30.12, trad. da C. Luigi Mabil, pag. 382; Luigi Pompili Olivieri, pag. 103)
Disse Marcello, ricordando all'aula che non era cosa consueta né ordinaria che dei popoli appena vinti venissero a reclamare davanti ai senatori dell'urbe. Rimasto dentro il Senato ascoltarono quindi la risposta del console Claudio Marcello, che fu la seguente:
(Livio, XXVI, 31.1-3.)
Per quanto riguarda poi l'accusa che i siracusani gli facevano sull'aver preferito i traditori dell'esercito piuttosto che i capi di Siracusa, egli disse:
(Livio, XXVI, 31.4-5, trad. da C. Luigi Mabil, pag. 383; Luigi Pompili Olivieri, pp. 103-104)
Il console parlava a ragion veduta, dal momento che di fatto Siracusa decise quasi all'unanimità di dichiarare guerra a Roma, avendo intuito che mai l'Urbe avrebbe lasciato la polis siceliota libera all'interno di confini indipendenti; da troppo tempo, infatti, Siracusa era stata abituata a combattere e sottomettere le poleis circostanti, per poter accettare tacitamente di sottostare al potere romano. Queste le ragioni di Marcello contro la pretesa degli ambasciatori siracusani che dicevano la loro città esser stata pronta e disposta ad accogliere i romani senza provare a difendersi. Aggiunse ulteriormente il console:
(Livio, XXVI, 31.7.)
Per finire Marcello disse che il popolo siracusano doveva prendersela con Annibale, con Cartagine, per la guerra intrapresa al loro fianco, ma mai potevano prenderla con il Senato di Roma che, a dire di Marcello, non aveva colpe della loro ostilità verso la potenza romana. Durante la sua difesa aggiunse che egli non rinnegava, né si pentiva, di aver spogliata Siracusa per adornare e rendere le vie di Roma degne di una capitale, ma non riteneva fosse assolutamente il caso di restituirle ai vinti siracusani. Invitava infine i senatori a pensare al bene della Repubblica romana piuttosto che alle pretese dei popoli conquistati.

### Il giudizio dei senatori

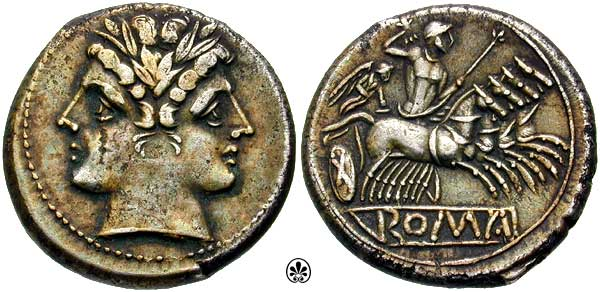
Un didracma d'argento del tempo repubblicano di Roma; coniata fino all'anno 212 a.C.

Detto ciò, i senatori fecero uscire sia i consoli che gli ambasciatori e presero tra di loro un verdetto che, come era prevedibile, ragionando da popolo conquistatore, tendeva molto di più a dare ragione a Marco Claudio Marcello che non ai siracusani, suoi accusatori che, in questo caso, divenivano anche accusatori della Repubblica. Ma in privato tra di loro ammisero:
(Livio, XXVI, 32.3-4.)
A dire ciò fu il patrizio Tito Manlio Torquato, futuro console e dittatore, severo romano che prese saldamente le difese della Repubblica, nonostante questa aperta riflessione. Infatti il giudizio finale dei senatori, la maggior parte di essi, decretò:
(Livio, XXVI, 32.5-6.)
I senatori, una volta decretato, si recarono al Campidoglio dove fecero rientrare Marcello, lì impegnato a passar in rassegna le leve militari. Vennero fatti rientrare i siciliani e i consoli nell'aula senatoria, in maniera che si potesse legger loro quanto dal Senato stabilito. Saputa la decisione romana gli ambasciatori Siracusani andarono verso Marcello chiedendogli clemenza e chiedendogli di perdonare le loro forti parole poiché vi erano stati indotti a questo processo contro di lui. Anzi dissero al console che da quel momento in avanti il nome dei Marcelli a Siracusa sarebbe stato onorato e rispettato con una festa che avrebbe ricordato la sua denominazione la festa Marcellea Il console, probabilmente appagato da questa nuova proposta, perdonò in singolar modo i Siracusani, permettendo loro di lasciare l'aula del Senato senza alcuna punizione, nonostante le pesanti accuse ricevute.

### Il processo e il verdetto per i capuani e gli etoli

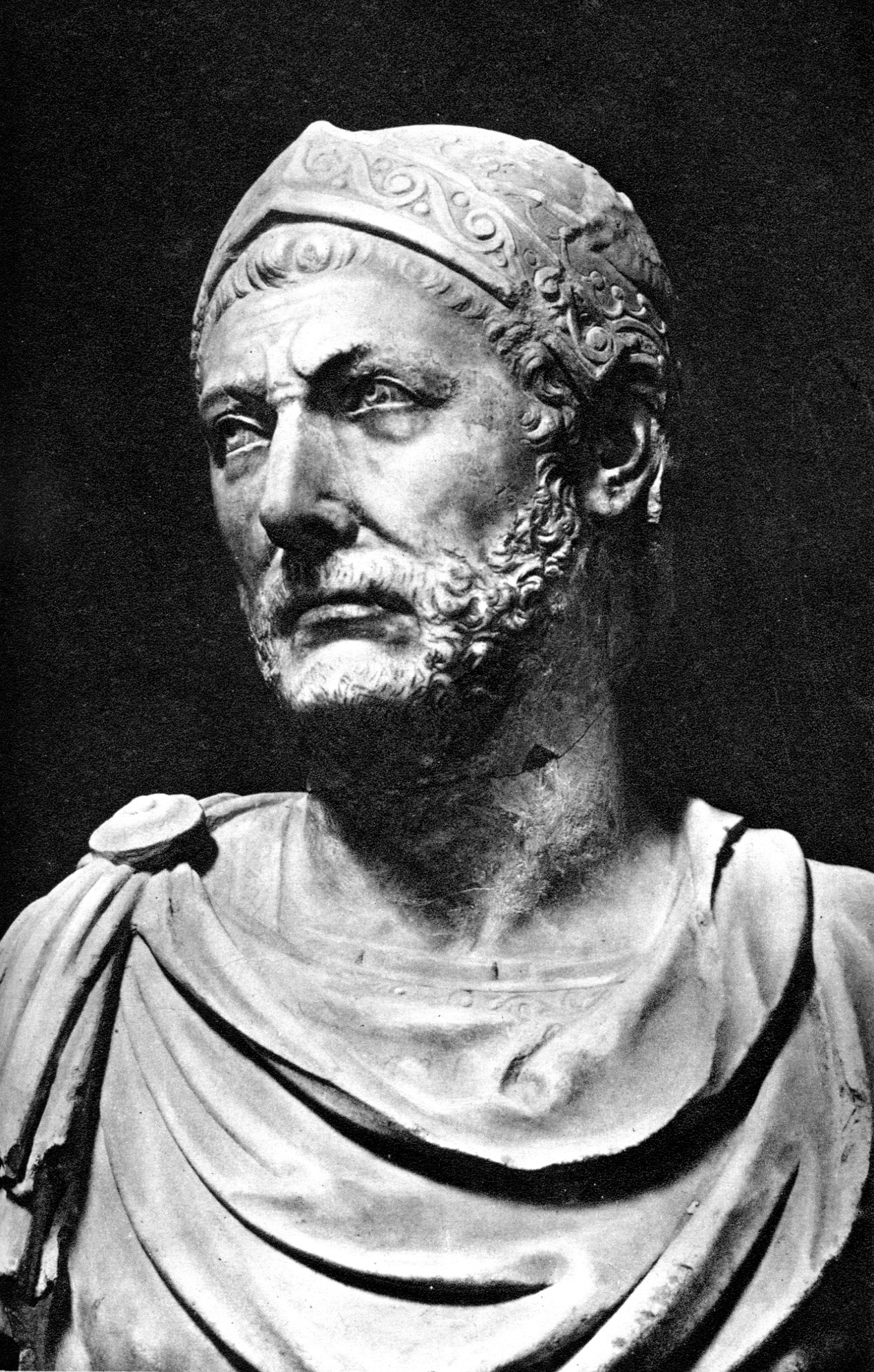
Busto di Annibale proveniente da Capua

Ben più complicato era invece il verdetto per la causa di Capua, poiché i campani si trovavano in quel momento in forte contrasto con il popolo romano, il quale si sentiva tradito da dei suoi stretti alleati italici con cittadinanza romana da molto tempo.
I Campani, in loro difesa, opponevano il fatto che erano desiderosi della propria libertà, come del resto i Siracusani e le altre città appena conquistate. Inoltre il modo severo con cui Roma li aveva trattati era per loro motivo di dispiacere e reclamo. Ai tempi dell'assedio dei romani un capuano difensore della propria città disse:
(Livio, XXVI, 13.15)
Con altrettante parole dure proseguiva dicendo:
(Livio, XXVI, 13.16)
La città di Alba, alla quale si riferiscono i capuani probabilmente è Alba Longa, definita culla delle origini romane e la cui posizione italiana non è mai stata identificata. Tito Livio la identifica presso il Monte Albano laziale, ma restano tutte ipotesi senza certezza. Poi il difensore capuano prosegue nel suo sentito e forte discorso. Alla fine l'esito dell'assedio capuano volse a favore dei romani. I politici capuani, considerati i colpevoli della rivolta italica, vennero accusati dai comandanti romani e condannati. Molti, per protesta, di avvelenarono ancor prima di cadere in mano romana, altri invece furono cercati nei rispettivi rifugi in altre città e vennero lì uccisi per ordine dei comandanti romani, nonostante il Senato si fosse opposto a tale metodo.
Tito Livio ci parla del pensiero e del discorso dei capuani in quei frangenti:
(Livio, XXVI, 33.1-3, trad. da C. Luigi Mabil, pag. 390-391.)

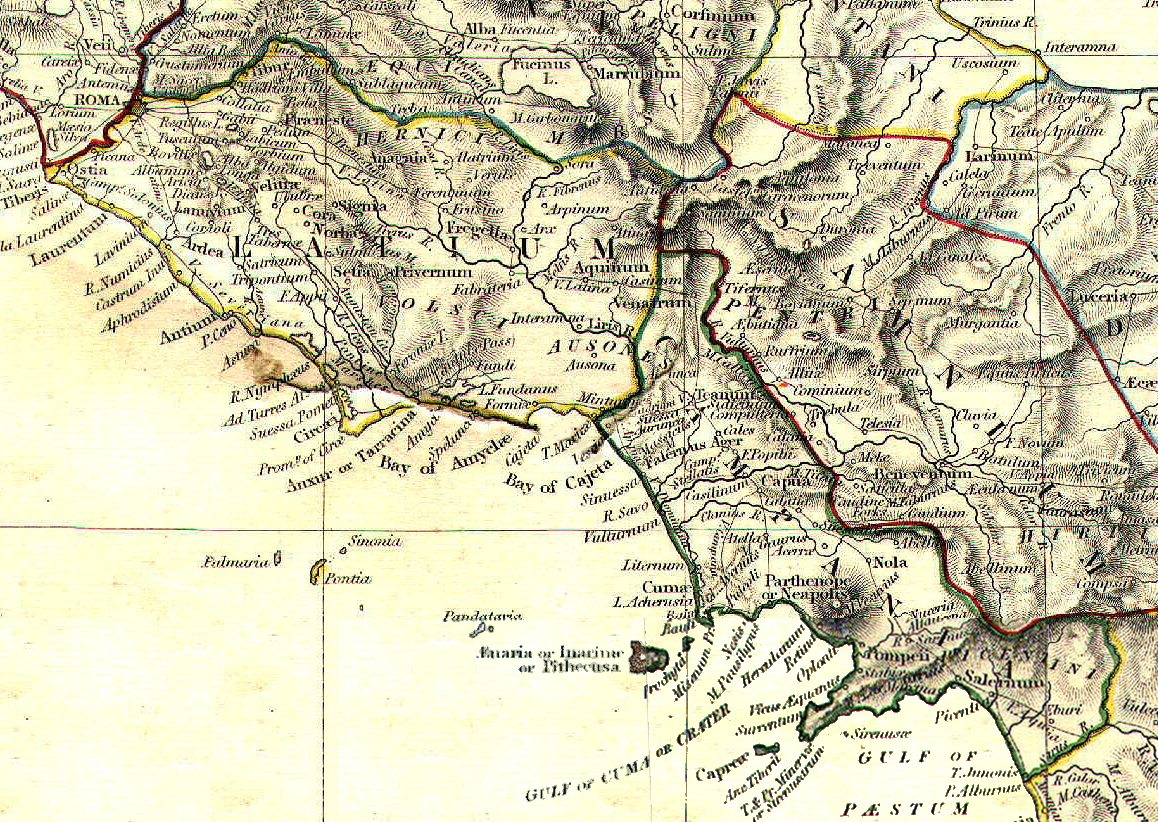
Il Lazio e la Campania nel territorio dell'Italia antica; i popoli latini e campani erano confinanti.

I senatori, ascoltate le ragioni dei capuani, li fecero uscire dall'aula e ragionarono tra di essi come fare per dare una risposta a Capua; si pensò di richiamare Quinto Fulvio Flacco, colui che in quel momento reggeva il governo di Capua poiché il console che l'aveva conquistata, Appio Claudio Pulcro, era morto dopo la presa della città. Ma non si voleva far venire a Roma Quinto Fulvio e lasciare così Capua scoperta, quindi si prese di buon grado la venuta in Senato di Marco Attilio Regolo, ex-console e veterano militare di Roma, Gaio Fulvio Flacco, fratello del governatore di Capua, e di Quinto Minucio Termo e Lucio Veturio Filone, entrambi importanti esponenti della Repubblica e testimoni della battaglia di Capua in quanto colleghi del console Appio Claudio Pulcro.
Essendo dunque presenti adeguati esponenti romani per la faccenda di Capua, si diede avvio al processo senza richiamare dalla città in questione Quinto Fulvio Flacco. Come era successo prima tra Marco Claudio Marcello e i Siciliani, adesso in difesa di Roma parlò Marco Attilio Regolo, il quale disse:
(Livio, XXVI, 33.6-11, trad. da C. Luigi Mabil, pag. 393-394.)
La situazione dei Campani era quindi ben differente da quella dei siciliani, poiché essi erano cittadini romani, quindi i consoli, né i senatori, avevano il potere di stabilire punizioni e leggi senza prima avere ascoltato il volere del popolo romano espresso mediante un tribuno della plebe. Ciò fu fatto; venne quindi domandato ai popoli romani cosa volevano decidere riguardo alla sorte dei loro concittadini ribelli:
(Livio, XXVI, 33.12-13, trad. da C. Luigi Mabil, pag. 394-395.)

### Il giudizio dei senatori e il plebiscito popolare

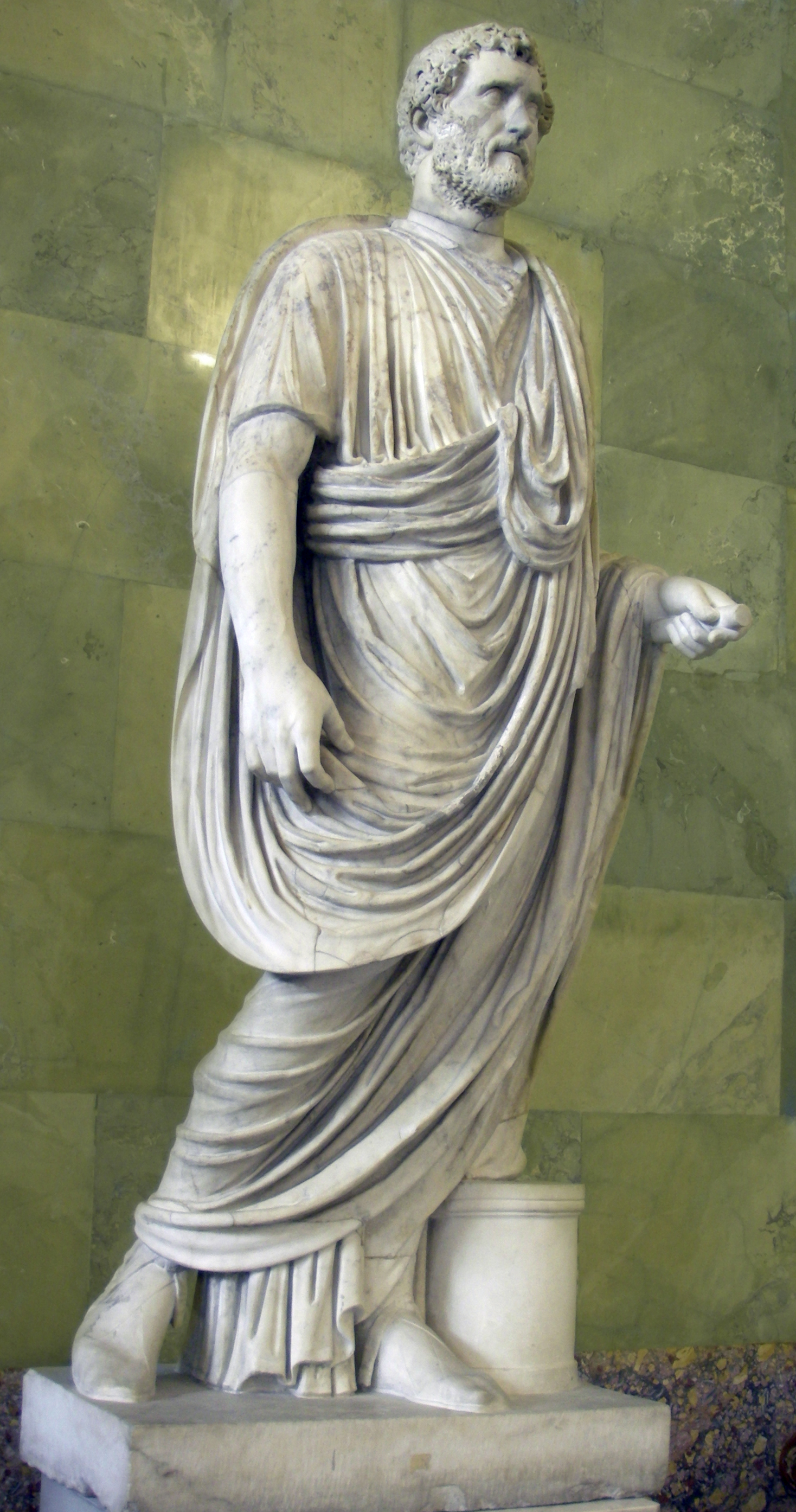
Rappresentazione della toga, indumento tipico del cittadino romano.

E con un plebiscito popolare venne stabilito che:
(Livio, XXVI, 33.14)
Con questo consenso dunque, il Senato di Roma decretò:
(Livio, XXVI, 34.1-7.)
Il verdetto per i popoli italici ribellatisi a Roma fu dunque molto severo e nulla venne loro risparmiato. Ma ancor più severo fu il verdetto per la città di Capua: 
(Livio, XXVI, 34.7-12.)
La popolazione di Capua fu dunque divisa, esiliata e ridotta in schiavitù. Infatti, ciò che Marcello aveva risparmiato a Siracusa, ovvero aveva impedito ai suoi soldati di catturare e fare schiavi i cittadini siracusani, il Senato ora non risparmiò invece a Capua la sofferenza del dover vedere i propri abitanti venduti come schiavi a Roma. Inoltre si decretò la confisca dei beni, delle abitazioni, l'allontanamento forzato dalla propria terra.
Pochi furono coloro che poterono rimanere a Capua, pochi di coloro che vissero il tempo dell'assedio romano. Per questo motivo gli ambasciatori capuani lasciarono l'aula senatoriale ancor più sconfortati di quando vi erano giunti.
Capua molti anni dopo si riprenderà, ma Roma la avrà trasformata ormai in un sito senza più potere amministrativo, né decisionale. Popolata da nuovi abitanti, rifiorita nel commercio, non fu più comunque la stessa Capua di prima, poiché adesso era totalmente assoggettata a Roma. Sorte simile la ebbe Siracusa, la quale, pur rimanendo apparentemente intatta, la sua popolazione, considerata a quei tempi la più numerosa, superiore persino a quella di Atene, si decimò a causa della povertà, della sottomissione e dell'abbandono dalla città ormai comandata da Roma.
Per quanto riguarda gli Etoli, il loro processo fu molto più breve e di difficile narrazione, in quanto Tito Livio si è soffermato principalmente sull'eccidio e sulle sorti delle due città; Siracusa e Capua. Ma come per i Campani e per i Siciliani, anche nel caso degli Etoli, i senatori romani non incolparono il console Marco Valerio Levino per aver abbandonato un alleato di guerra, in quanto, come ricordarono agli ambasciatori etoli lì presenti, furono essi per primi traditi poiché l'Etolia venne a patti con la Macedonia, ancor prima che Roma lo venisse a sapere, nonostante ufficialmente stessero combattendo dalla stessa parte. Per cui si rimandava al mittente ogni pretesa di giustizia o risarcimento per quegli avvenimenti accaduti in quel contesto.

## La fine del processo e la rivolta del popolo romano

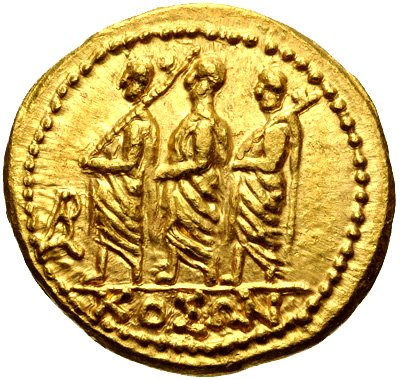
Moneta in oro raffigurante un console romano accompagnato da due littori.

I senatori, una volta finito il processo dei propri consoli, si dovettero occupare del popolo romano, il quale, ridotto in povertà a causa delle tante guerre che Roma aveva intrapreso, scese in piazza e aspettando l'uscita dei consoli dal Senato, li minacciò, dicendo che non ne potevano più di quella condizione di miseria e che quindi davano loro tre giorni per risolvere il problema civile oppure si sarebbero trovati ad affrontare una rivolta popolare nella stessa urbe:
(Livio, XXVI, 35.1-6, trad. da C. Luigi Mabil, pag. 399-402.)
Accerchiati dalla folla popolare, senza esserci modo di poter calmare la loro ira, i consoli furono costretti a promettere che avrebbero trovato una soluzione nello spazio di tre giorni. Il Senato dunque si riunì e alla fine deliberò:
(Livio, XXVI, 35.9-10)
Ma fu il console Marco Valerio Levino che, prendendo parola e presentatosi davanti al popolo, tentò di placarlo dicendo loro che i magistrati, e li stessi consoli per primi, avrebbero sofferto con il popolo le stesse ristrettezze economiche. Promise ai romani che avrebbero donato tutto ciò che possedevano per la causa della patria, ma che infine ad essa non potevano rinunciare:
(Livio, XXVI, 36.2-8, trad. da C. Luigi Mabil, pag. 403-404.)
Marco Valerio sperava così che gli altri nobili romani, e soprattutto il popolo, imitassero i consoli e i magistrati donando così tutto ciò che avevano senza lamentarsi per il bene della patria. Continuò infatti dicendo loro:
(Livio, XXVI, 36.9, trad. da C. Luigi Mabil, pag. 405-406.)
Il popolo parve accettare volentieri questo sacrificio che i consoli e i senatori facevano insieme ad esso e, forse per timore di contraddire i propri comandanti o forse per volontà di seguire il progetto espansionistico di Roma, ringraziarono i consoli e misero fine alle proteste popolari.